# In the Halls of Awaiting
In the Halls of Awaiting debitanski je studijski album finskog sastava melodičnog death metala Insomnium. Diskografska kuća Candlelight Records objavila ga je 30. travnja 2002.

## Popis pjesama
| 1.    | »Ill-Starred Son«          | Niilo Sevänen | Sevänen                | 4:46  |
| 2.    | »Song of the Storm«        | Ville Friman  | Friman                 | 4:22  |
| 3.    | »Medeia«                   | Sevänen       | Sevänen                | 4:21  |
| 4.    | »Dying Chant«              | Sevänen       | Sevänen                | 4:13  |
| 5.    | »The Elder«                | Friman        | Sevänen, Friman        | 4:46  |
| 6.    | »Black Waters«             | Friman        | Sevänen, Friman        | 5:00  |
| 7.    | »Shades of Deep Green«     | Ville Vänni   | Sevänen, Vänni, Friman | 7:33  |
| 8.    | »The Bitter End«           | Sevänen       | Sevänen                | 5:08  |
| 9.    | »Journey Unknown«          | Friman        | Friman                 | 4:32  |
| 10.   | »In the Halls of Awaiting« | Sevänen       | Sevänen                | 10:55 |
| 55:36 |                            |               |                        |       |

## Zasluge
Insomnium
- Niilo Sevänen – vokal, bas-gitara
- Ville Friman – gitara
- Ville Vänni – gitara
- Markus Hirvonen – bubnjevi

Dodatni glazbenici
- Varpu Vahtera – klavijature

Ostalo osoblje
- Anssi Kippo – miks
- Mika Jussila – mastering
- Jone Väänänen – inženjer zvuka
- Heikki Kokkonen – fotografije
- Sakan Lindell – fotografije (sastava)
- Ville Kaisia – grafički dizajn
- Olli-Pekka Suhonen – logotip